# Kara Issik
Kara Issik byl druhý vládce Gökturecké říše, které vládl v letech 552 – † 553 titulem Issik (Ildži)-kagan. Říše byla založena Ašına klanem v 6. století, v původní vlastí Turků – severním (velkém) Mongolsku. Její centrum Ordu, jež byla jedním z dvou hlavních měst, se nacházelo v Orchonském údolí, v legendární oblasti Ötüken.

## Život
Kara byl nejstarší syn wejské princezny Čchang-le a zakladatele Gökturecké říše Ašına Tumenův (Bumin) z rodu Ašına, po kterém získal trůn. Měl dva mladší bratry jménem Ašına Sıťin (Kušu Mukan) a Topo-kagan (Arslan Topo). Byl druhý kagan turecké říše (Nebeští anebo Modří Turci).
Roku 551 jeho otec, vůdce Turků, v severozápadní části Žuan-žuanské říše přinesl těžkou porážku Žuan-žuanům a pod svojí vlajku sjednotil vekou část tureckých kmenů. Poté se prohlásil za prvního a nezávislého vládce Gökturecké říše s titulem „Illig-kagan“. Západní oblasti zůstal spravovat jeho bratr Ašına Šıtienmi (Istemi).

Bumin zemřel roku 552 a byl následován Karou, který vládl asi přes půl rok. Roku 553 přinesl Kara novou těžkou porážku Žuan-žuanské říši. Vyznamenal se ve válce se zbytkem Žuan-žuanů, když je v bitvě na sever od hory Lajšan  porazil. Po prvním vyslanci poslal nejlepšího koně a padesát tisíc vojáků do Západní Wej, proti poslednímu chánovi Žuan-žuanů - Tengču-kaganovi (první vláda roku 553) , a po dlouhé přestávce zcela zničil žuan-žuanský režim.

Předtím než zemřel, titul kagana zdědil jeho mladší bratr Ašına Sıťin (Kušu Mukan). Zemřel na otravu na počátku roku 553. Svého otce přežil o pouhých šest měsíců.

## Jména a tituly
- Kara Issik-kagan nebo [2] Kelo (čínsky v českém přepisu Ke-luo, pchin-jinem kēluō, znaky 科罗) či Ming Kelo (čínsky v českém přepisu Ming Keluo, pchin-jinem míngkēluō, znaky 名科罗)
- a také Isiťi-kagan (čínsky v českém přepisu I-si-ťi kche-chan, pchin-jinem yǐxījì kěhàn, znaky 乙息记可汗)
- osobní jméno Ašına Kelo (čínsky v českém přepisu A-š'-na Ke-luo, pchin-jinem āshǐnà kēluō, znaky 阿史那科罗)